# بتمنى أنساك (ألبوم)
بتمنى أنساك: هو الألبوم الجديد للمطربة  شيرين عبد الوهاب ، ويعد أول ألبوم غنائي لها بعد غياب استمر عدة سنوات عن الساحة الفنية. طُرح الألبوم رسميًا في يونيو 2025 بعد فترة من التأجيل والنزاعات المتعلقة بحقوق النشر، ويضم مجموعة من الأغاني الجديدة التي تعاونت فيها  شيرين مع نخبة من صُنّاع الموسيقى في الوطن العربي، أبرزهم عزيز الشافعي وتوما. يمثل الألبوم عودة قوية لشيرين إلى الساحة الغنائية، وحقق صدى واسع فور طرحه، خاصة أغنيته الرئيسية “بتمنى أنساك” التي تصدّرت قوائم الأغاني في العالم العربي وحققت نسب استماع مرتفعة على مختلف المنصات الرقمية.

## الأغاني
| العنوان          | كلمات         | ألحان        | توزيع     |
| ---------------- | ------------- | ------------ | --------- |
| بتمنى أنساك      | عزيز الشافعي  | عزيز الشافعي | توما      |
| إللي يقابل حبيبي | تامر حسين     | عزيز الشافعي | أمين نبيل |
| هنحتفل           | تامر حسين     | عزيز الشافعي | توما      |
| ومزال عالبال     | تامر حسين     | مدين         | توما      |
| عسل حياتي        | عزيز الشافعي  | عزيز الشافعي | النابلسي  |
| قالك نسيني       | تامر حسين     | مدين         | توما      |
| عودتني الدنيا    | أحمد المالكي  | تامر عاشور   | النابلسي  |
| إبتسمت           | أحمد حسن رؤول | أحمد زعيم    | توما      |